# Vico del Gargano
Vico del Gargano (afgekort ook wel Vico) is een gemeente in de Italiaanse provincie Foggia (regio Apulië)op het schiereiland Gargano en telt 8017 inwoners (31-12-2004). De oppervlakte bedraagt 110,6 km², de bevolkingsdichtheid is 72 inwoners per km².
Geografisch gezien ligt Vico del Gargano niet aan zee maar omdat de badplaats San Menaio
tot de gemeente Vico de Gargano behoort ligt het politiek gezien wel aan de kust.
Als men van Vico naar San Menaio rijdt komt men langs een natuurgebied genaamd Foresta Umbra
vertaald het donkere bos.

## Demografie
Vico del Gargano telt ongeveer 2921 huishoudens. Het aantal inwoners daalde in de periode 1991-2001 met 2,6% volgens cijfers uit de tienjaarlijkse volkstellingen van ISTAT.
De algemene taal die in Vico del Gargano wordt gesproken is het Italiaans met een Gargaans accent.
| Jaar | Inwoneraantal |
| ---- | ------------- |
| 1991 | 8323          |
| 2001 | 8107          |

## Geografie
Vico del Gargano grenst aan de volgende gemeenten: Carpino, Ischitella, Monte Sant'Angelo, Peschici, Rodi Garganico, Vieste.
Accadia · Alberona · Anzano di Puglia · Apricena · Ascoli Satriano · Biccari · Bovino · Cagnano Varano · Candela · Carapelle · Carlantino · Carpino · Casalnuovo Monterotaro · Casalvecchio di Puglia · Castelluccio Valmaggiore · Castelluccio dei Sauri · Castelnuovo della Daunia · Celenza Valfortore · Celle di San Vito · Cerignola · Chieuti · Deliceto · Faeto · Foggia · Ischitella · Isole Tremiti · Lesina · Lucera · Manfredonia · Mattinata · Monte Sant'Angelo · Monteleone di Puglia · Motta Montecorvino · Ordona · Orsara di Puglia · Orta Nova · Panni · Peschici · Pietramontecorvino · Poggio Imperiale · Rignano Garganico · Rocchetta Sant'Antonio · Rodi Garganico · Roseto Valfortore · San Giovanni Rotondo · San Marco in Lamis · San Marco la Catola · San Nicandro Garganico · San Paolo di Civitate · San Severo · Sant'Agata di Puglia · Serracapriola · Stornara · Stornarella · Torremaggiore · Troia · Vico del Gargano · Vieste · Volturara Appula · Volturino · Zapponeta
1. ↑  https://demo.istat.it/?l=it.